# 大顎細鋸脂鯉
大顎細鋸脂鯉，為輻鰭魚綱脂鯉目脂鯉科的其中一個種。

## 分布
本魚分布於南美洲蓋亞那、法屬圭亞那、巴西及委內瑞拉的溪流中。

## 特徵
本魚體無色，半透明，銀色囊中器官可清晰可見。背鰭、腹鰭、臀鰭有黑斑及黃斑，尾鰭上下葉橘紅色。體長約4.5公分。

## 生態
本魚棲息在平靜水域、在滿佈植物的沼澤中。性情溫和，喜群游，屬雜食性，捕食蠕蟲、小型甲殼動物與昆蟲。

## 經濟利用
為觀賞性魚類，在水族館之中很受歡迎，容易繁殖，每次產300到400個卵。